# Комано-Терме
 Комано-Терме  (итал.  Comano Terme ) — коммуна в Италии, расположена в автономной области Трентино-Альто-Адидже, подчиняется административному центру Тренто.
Население составляет 2986 человек (на 31.06.2014 г.), плотность населения составляет 43,84 чел./км². Занимает площадь 68,11 км². Почтовый индекс — 38077. Телефонный код — 0465.

## История
Новая коммуна Комано-Терме была образована 1 января 2010 года в результате слияния соседних муниципалитетов Бледжо-Инфериоре и Ломазо.